# Ely do Amparo
Ely do Amparo   (Paracambi, 14 de maig de 1921 - Paracambi, 9 de març de 1991), conegut com a Ely, fou un futbolista brasiler de la dècada de 1940.
Començà la seva carrera a l'América de Rio el 1939. Més tard fitxà pel Canto do Rio, el 1940, i el 1945 pel Vasco da Gama. Ely, com a membre de l'equip conegut com a Expresso da Vitória, guanyà el campionat carioca els anys 1945, 1947, 1949, 1950 i 1952, i el campionat sud-americà el 1948. Va ser traspassat al club Sport Recife el 1953, vencent el campionat pernambucano aquest any i el 1955, any de la seva retirada.
Disputà 19 partits amb la selecció del Brasil, i formà part de la selecció brasilera al Mundial de 1950 i 1954. També participà i guanyà el Campionat Panamericà de 1952.

## Palmarès
Sport
- Campionat pernambucano: 
  - 1953, 1955

Vasco da Gama
- Campionat carioca: 
  - 1945, 1947, 1949, 1950, 1952

Brasil
- Campionat Panamericà: 
  - 1952